# 加藤淳也 (脚本家)
加藤淳也（かとう じゅんや、1971年5月14日 - ）は、日本の脚本家 。山形県出身。
日本映画学校演出・脚本コース卒業。

## 脚本作品

### 映画
- 漫☆画太郎SHOWババアゾ～ン（他）（2004年）
- 穴～怪奇穴人間（2004年）
- SCRATCH!（2004年）
- 魁!! クロマティ高校 THE MOVIE（2005年）（脚本協力として参加）
- ミートボールマシン（2006年）
- 劇場版怪談新耳袋ノブヒロさん（2006年）
- DEATH　TRANCE（2006年）（共同脚本）
- ユメ十夜～第十夜（2007年）
- 0093 女王陛下の草刈正雄（2007年）
- ニュータイプ ただ、愛のために（2008年）
- STOP THE BITCH CAMPAIGN 援助交際撲滅運動（2009年）
- 王様ゲーム（2011年）
- 篤姫ナンバー1（2012年）
- クロユリ団地（2013年）
- 「また、必ず会おう」と誰もが言った（2013年）
- 劇場霊（2015年）
- 東京PRウーマン（2015年）
- リリカルスクールの未知との遭遇（2016年）
- ホワイトリリー (2016年)

### テレビドラマ
- 怪奇大家族（2004年、テレビ東京）
- スパイ道～坂口拓のスパイ（2005年、BS-i）
- 「超」怖い話（2006年、KBS京都）
- ケータイ刑事 銭形雷（2006年、BS-i）
- 恋する日曜日　ニュータイプ（2006年、BS-i）
- 恋する日曜日　第3シリーズ 「忘れ路の面影」（2007年、BS-i）
- ケータイ刑事 銭形海（2007年、BS-i）
- キミ犯人じゃないよね?（2008年4月～6月、テレビ朝日）
- 東京少女　セピア編（2007年、BS-i）
- 女子大生会計士の事件簿（2008年10月～12月、BS-i）
- 東京少女　日向千歩（2009年1月、BS-i）
- 東京少女　真野恵里菜 「甘い罠にご用心」（2009年2月、BS-i）
- 恋とオシャレと男のコ（2009年4月、BS-TBS）
- ケータイ刑事 銭形命（2009年、BS-TBS）
- 古代少女ドグちゃん（2009年、毎日放送）
- 天才てれびくんMAX「天てれドラマ　よみきりっ！」（2010年、NHK教育）
- 天才てれびくんMAX「天てれドラマ　忍者スピリット」（2010年、NHK教育）
- 古代少女隊ドグーンV（2010年、毎日放送）
- 大天才てれびくんMAX「天てれドラマ　ドラまちがい」（2011年、NHK教育）
- ケータイ刑事 銭形結（2010年、BS-TBS）
- クロユリ団地〜序章〜（2013年、TBS）
- 世にも奇妙な物語25周年記念!秋の2週連続SP～映画監督編～（2015年11月、フジテレビ）
- 劇場霊からの招待状（2015年10月、TBS）
- 遺産相続弁護士　柿崎真一（2016年7月、読売テレビ）
- デッドストック〜未知への挑戦〜（2017年7月、テレビ東京）

### ビデオ作品
- 一族（ファミリー）の絆（2014年）
- 極道の教典　第一章（2014年）
- 極道の教典　第二章（2014年）
- 極道の教典　第三章（2015年）

### Web作品
- ミルパパ～しあわせの雑貨店（2007年、ミランカ）
- Pocky 4 Sisters!～四姉妹篇（2008年、魔法のiらんど）
- マノスパイ（2010年、BS-TBS）
- マネキンガールズ（2011年、BS-TBS）
- セレブパーティに行こう（2011年、LUX）

### 舞台
- ゲキハロ「ハイカラ探偵王～青いルビー殺人事件～」（2011年、BS-TBS）
- 「ミュージカル　戦国自衛隊」（2014年、BS-TBS）

## 出版
いずれもノベライズ版
- 怪奇大家族　（2004年）太田出版
- 劇場版怪談新耳袋ノブヒロさん　（2006年）メディアファクトリー
- ケータイ刑事 THE MOVIE2　石川五右衛門一族の陰謀　（2007年）竹書房

| スタブアイコン | サブスタブ | この項目は、まだ閲覧者の調べものの参照としては役立たない、文人（小説家・詩人・歌人・俳人・作詞家・作家・放送作家・随筆家（コラムニスト）・文芸評論家）に関連した書きかけの項目です。この項目を加筆・訂正などしてくださる協力者を求めています（P:文学/PJ:作家）。 |